# جيريمي هايوود
جيريمي هايوود (بالإنجليزية: Jeremy Heywood) هو موظف مدني واقتصادي بريطاني، ولد في 31 ديسمبر 1961 في غلوسوب ‏ في المملكة المتحدة، وتوفي في 4 نوفمبر 2018 بسبب سرطان الرئة.